# فويادين سافيتش
فويادين سافيتش (بالصربية: Вујадин Савић) هو لاعب كرة قدم صربي في مركز قلب الدفاع ولد في يوم 1 يوليو 1990 في بلغراد. يلعب حالياً مع نادي أبويل وسبق له اللعب مع ريد ستار بلغراد وراد بيوغراد ونادي بوردو ودينامو درسدن وأرمينيا بيليفيلد ونادي واتفورد ونادي شريف تيراسبول. لعب مع منتخب صربيا تحت 21 سنة لكرة القدم ويبلغ طوله 194 سم.